# Li Shujin
Li Shujin (chiń. 黎淑金; ur. 1 sierpnia 1982) – chiński zapaśnik w stylu klasycznym. Olimpijczyk z Londynu 2012, gdzie zajął siódme miejsce w kategorii 55 kg.
Brązowy medalista mistrzostw świata w 2011 i igrzysk azjatyckich w 2010. Drugi w Pucharze Świata w 2009 roku.